# Ulovit miliardáře
Ulovit miliardáře je český film Tomáše Vorla z roku 2009. Jde o Vorlův v pořadí sedmý celovečerní film.

## Děj
Ředitel Spojeného privatizačního fondu Patrik Grossman (Tomáš Matonoha) má plán, jak zprivatizovat Komercionální banku.  A to je právě někomu trnem v oku. Když jde z porady, je zaskočen sprostou mluvou malého cikánského chlapce, který ho žádá o stokorunu. Než si ale uvědomí, co se vlastně děje, dítě začne tropit scény, které natočí novinář Jiří Skopový (Radomil Uhlíř). I když se Grossman chlapce nedotkl, pomocí 3D animace byly tyto záběry zpracovány v počítači a záhy zveřejněny jako napadení dítěte s rasovým podtextem. Toho se brzy chytí všechna tamní média. Trikovou animací začíná Patrikovo nespravedlivé trestní stíhání.
Jen co všechny události vyplavou na povrch, brzy mu volá sekretářka z ministerstva, že vzhledem ke všem okolnostem je nutné, aby stáhl přihlášku ze soutěže o Komercionální banku. Jeho manažeři Richard Gold a Egon Rázný však přijdou na to, že za všemi událostmi stojí premiérův poradce Ivan Lehký (Jiří Mádl). 
V prvé řadě se Patrik musí urovnat s Romy. Romští zástupci dostanou od Patrika dva miliony korun na vzdělání. Na oplátku Romové začnou před budovou vlády demonstrovat za podporu Patrika Grossmana. A jak jinak, než s dohledem televizních štábů.
Grossman se svými manažery začnou slavit vítězství, avšak jsou sledováni policejním kapitánem Viktorem (Miroslav Etzler). Ten se ho nejdřív snaží zastrašit, ale když bude s Patrikem sám, přislíbí mu pomoc za úplatu. Protože se nakonec dohodnou, jdou to spolu oslavit do erotického klubu, kde jim dělá společnost policejní tisková mluvčí Táňa Jakubíčková (Ester Janečková) a její dva poručníci. Ani jeden z nich nemá tušení, že jsou sledováni skrytou kamerou. Skopový pak tyto záběry použije pod vedením Ivana Lehkého, aby dále mediálně Grossmana pošpinili.
To ale neunese modelka a moderátorka počasí Kateřina Hodžová, se kterou Patrik po smrti své manželky žije a vychovává s ní syna Davida. Ta začne využívat svojí žárlivost k tomu, že se bude snažit Patrika přesvědčit, aby udělal Lehkého šéfem zpravodajství televize TV One.

## Obsazení
| Tomáš Matonoha     | Patrik Grossmann                                |
| Ester Janečková    | por. Táňa Jakubíčková, tisková policejní mluvčí |
| Jiří Mádl          | PhDr. Ivan Lehký, poradce                       |
| Kateřina Sedláková | Kateřina Hodžová, Patrikova manželka            |
| David Štěpán       | David Grossmann, Grossmannův syn                |
| Josef Carda        | Richard Gold, Grossmannův poradce               |
| Milan Šteindler    | Egon Rázný, Grossmannův poradce                 |
| Radomil Uhlíř      | novinář Jiří Skopový                            |
|                    |                                                 |
| Miroslav Etzler    | kpt. Viktor                                     |
| Tomáš Vorel mladší | por. Zajíček                                    |